# Beldi
El beldi o baldi designa una categoria social de la societat tunisiana, constituïda pels ciutadans que viuen en l'entorn urbà de la capital, Tunis, abans del segle xix.

## Història i origen

### Definició
Utilitzat des del començament del segle xix, el terme «beldi», traduït per «tunisencs natius», designa les elits feudals, religioses i socials establertes durant el període «modern», a partir del segle xvi: artesans o comerciants, religiosos i lletrats, membres de l'administració otomana o terratinents rics que es beneficien de les rendes de les seves finques. Tot i que a tot el país, els rics i la gent amb influències arriben al poder, és el caràcter urbà i tunisenc del comerç o la funció exercida el que té un paper important en la definició d'aquesta «condició»; generalment es defineix per l'adquisició d'un dar (casa) a la Médina, una botiga als socs de Tunis, un oliverar als voltants i una tourba (plaça) en un cementiri a les portes de la ciutat (sobretot la de Djellaz). Durant generacions, les famílies beldis tenen almenys un habitatge a la Médina; els seus membres es dediquen a treballs artesanals, lloguers o funcions polítiques o religioses. Altres capes, menys afavorides i practicants del petit comerç, estan menys integrades a la vida urbana i no són beldis; els habitants dels suburbis de la ciutat són anomenats barrani. Des del moment que el terme «beldi» es va fixar en Tunis, ja gaudia d'un pes dominant a la xarxa urbana tunisenca; aquesta situació va ajudar a augmentar la reputació d'aquesta categoria de la població, especialment a principis del segle xx.

### Origen
Al principi, ja existia un teixit social estable des del període hàfsida, tot i que estava fortament debilitada per la conquesta espanyola i pels múltiples conflictes del segle xvi. Les famílies indígenes, com els Ghammad, els Asfouri, els Rassaa, els Qassar, els Meherzi i els Kalchani, ocupaven llocs en l'administració religiosa i hàfsida, i van aconseguir mantenir-les després. La conquesta otomana cap al final del segle xvi modifica profundament el teixit social de Tunis. A més d'un substrat de les famílies del període hàfsida, hi ha alts funcionaris i oficials otomans que prenen una esposa al país i comencen ocupació duradora; ocupen durant segles la part superior de l'estatus social i gestionen el país formant una casta privilegiada, provocant gelosia degut a la seva supremacia sobre la població.
Per la seva banda, els deys de Tunis, els primers governants locals de facto després dels beys de les dinasties muradita i husseinita, adquireixen mamelucs per al servei de l'estat, els ennobleixen i els nomenen a càrrecs militars o administratius. Els otomans, de naixement o renegats, així com els mamelucs, es converteixen en beldis després de deixar el servei militar i integrar-se a les funcions més destacades de la societat tunisenca, com l'artesania, el comerç o l'administració local. A més, hi ha famílies de l'al-Àndalus que s'havien refugiat a Tunísia cap al segle xvii, portant amb ells les relíquies d'una cultura refinada, un llegat del seu passat gloriós.
La prosperitat i la pau van tornar, i diverses famílies poderoses de notables o burgeses del país s'instal·len a la capital. Alguns provenen d'una família d'una ciutat provincial, generalment banyada en una antiga i refinada cultura urbana, i ràpidament aconsegueixen la integració a través de riqueses materials i aliances amb famílies d'origen; també contribueix la presència d'eminents personalitats religioses o feudals en aquestes famílies. Els membres d'aquestes noves famílies de notables provenen, per la seva majoria, de l'administració del Makhzen, però de vegades també de comerciants dedicats al comerç marítim o de grans terratinents. Les famílies promogudes a Tunísia, però d'origen rural i / o beduí, d'un entorn senzill o modest, són excepcions que poden explicar-se pel misticisme o l'eminència d'un membre de la família al Makhzen o el domini religiós. Els beldis de Tunis són, per tant, d'orígens socials molt diversos.

## Categories socioprofessionals
Cada categoria social té diversos tipus d'elits: 
- aristòcrates i classe mitjana alta per a l'administració,
- classe burgesa i classe mitjana per a la religió,
- grans i petits burgesos per als socs, artesans i terratinents.

Aquestes classes, segons la seva proximitat al poder, estan ordenades de la següent manera (algunes famílies famoses es citen com a exemple):

### L'administració

#### Els otomans

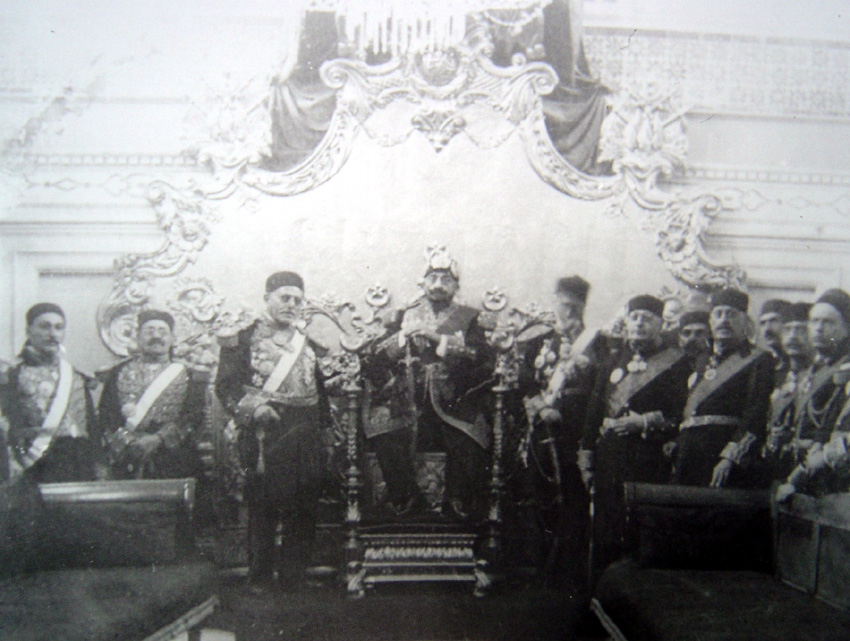
Cort del bey de Tunis, 1942

Des de la conquesta otomana de Tunis el 1574, totes les funcions de l'administració i de l'exèrcit van ser ocupades pels otomans, com els de paixà i dey, així com tots els comandaments de les tropes. Sovint passava que anaven a viure a Tunísia i començaven una família casant-se amb dones indígenes de Tunis (els alts càrrecs), o de les províncies (els que s'havien establert a les guarnicions de l'interior del país, com les famílies Azzouz, Daoulatli, Bornaz, Chaouch, Bach Hamba, Bach Tobji, Settari, Stamrad, Ben Jaafar, Belhaouane, etc.).
Això també és cert per a les diferents famílies d'ulemes hanafistes que van abandonar la dura professió militar per a començar una carrera professional en l'establiment religiós, més en línia amb l'ideal beldi. Diverses famílies descendien d'alts oficials otomans que posteriorment es van convertir al sector artesà o es van mantenir com a rics propietaris després de desaparèixer de l'àmbit polític, integrant-se a la societat dels beldis per l'adquisició d'habitatges a la Médina per les aliances matrimonials amb famílies d'antics notables tunisencs. Aquestes antigues elits obtenen el seu prestigi del seu estatus anterior com a autoritats del país i per la seva pertinença a la nació otomana. S'integren perfectament en l'entorn artesà, especialment al segle xix a la indústria de la txètxia, originària de l'al-Àndalus (les famílies Ghileb, Belkadhi, Gorgi, Materi, Belkhodja, Ben Hamida, Bach-Khodja i Baoueb).
A més, la majoria dels membres de la corporació de sastres del soc El Trouk està formada per descendents d'oficials otomans instal·lats a Tunis (les famílies Ben Abdallah Mouraly, Darghouth, Terzi, Ben Mahmoud o Bach-Baoueb), així com els bechmakias, fabricants de sabates otomanes (bechmak), com la família Bellagha, que ells mateixos constitueixen una forma de burgesament

#### Els mamelucs
Cap al final del segle xviii, per reduir la influència de les famílies otomanes de la milícia, els beys «ennobleixen» determinades categories d'individus o famílies i, per tant, crea una nova elit per contrarestar el poder de la casta otomana, que va acaparar la vida política i militar del país; això va ocórrer particularment el cas dels mamelucs que, des del regnat d'Hammuda Paixà, suplanten gradualment la influència de la milícia otomana.

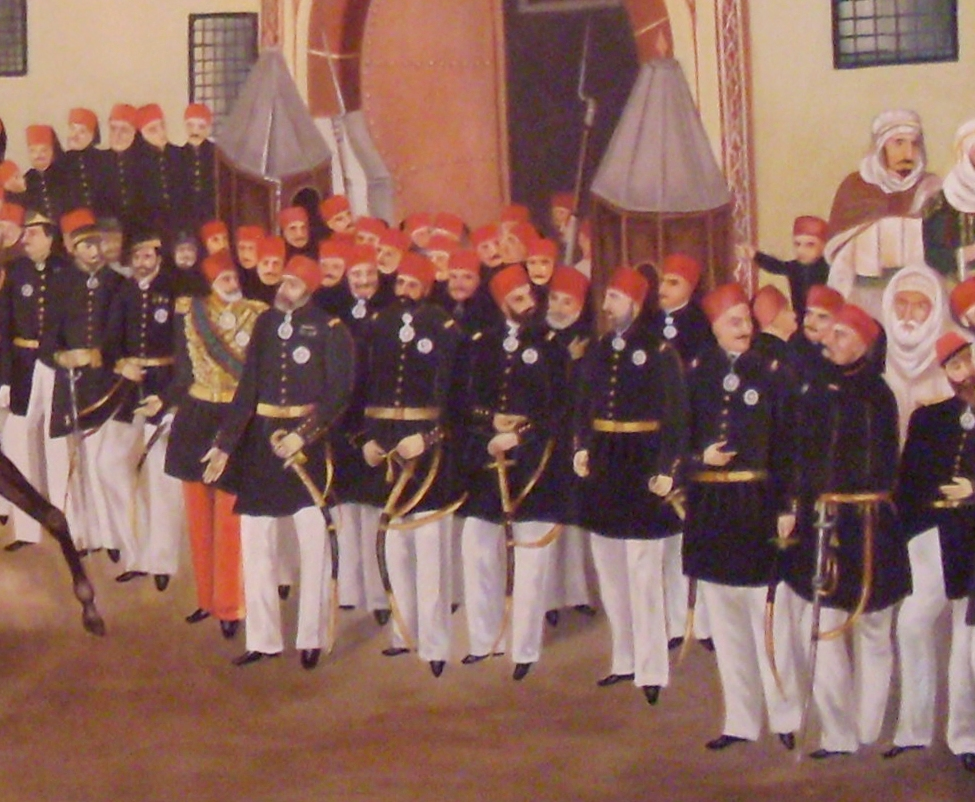
Muhammad II ibn al-Husayn (1855-1859) envoltat per la seva cort formada per ministres i generals d'origen mameluc

Assegurant primer el proporcionar una funció de servei i mantenint-se prop de la cort, els mamelucs s'uneixen a la família dels bey una vegada ennoblits, a través de l'adopció o del matrimoni. A continuació, s'assignen càrrecs importants (ministres, caids-governadors provincials, generals o arrendadors d'impostos) i també a les missions diplomàtiques, al servei del segell, de la tresoreria, etc.; el govern pren així un caràcter familiar. Igual que els otomans, els mamelucs hereten l'aprensió que els habitants de la ciutat tenen per als grollers soldats otomans. Sovint considerats com acumuladors de càrrecs i malgastadors, els mamelucs desperten reaccions hostils per part d'altres persones influents de la capital; alguns els tracten com «mercaderia comprada per quilos» (mechri bella kilou), i els mamelucs els repliquen amb «gras ple de sopa» (mrouki) o «grata-paper» (lahass aklam). Això s'explica per la gelosia que desperta una fortuna ràpida i que exerceix poder sobre una població que no els reconeix com els seus nous «amos». No obstant això, la seva «noblesa» és molt fràgil, ja que la seva noblesa no és territorial i no tenen una base social, perquè ho són només gràcies al poder.
Pels esclaus estrangers, castrats des de l'inici del seu captiveri, la seva única possibilitat de supervivència rau en l'èxit individual i la seva assimilació a la societat. L'acció liderada pel mameluc Youssef Saheb Ettabaâ, al barri d'Halfaouine de Tunis, és un exemple d'intent de superar aquest inconvenient.
Pel que fa als favors del príncep, els van permetre establir xarxes de relacions amb diverses famílies i persones influents de la capital. Les famílies descendents dels mamelucs són principalment els Saheb Ettabâ, els Caid Essebsi, els Kahia, els Agha, els Rostom, els Farhat, els Häder, els Slim, els Ben Osman, els Rachid i els Skander.

#### Els tunisencs d'origen

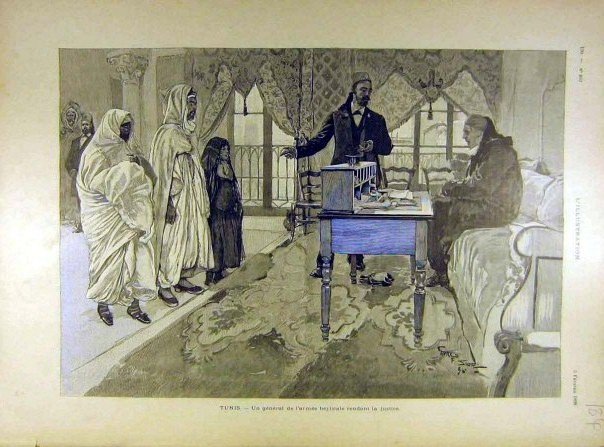
Un caid de Tunísia fent justícia a la seva província, meitat del

Un altre cas d'integració en la societat dels beldi concerneix a certes famílies tunisenques d'origen que provenen de l'interior del país, que en un principi rebutgen la serva entrada a l'entorn social de la capital per la seva riquesa o la seva proximitat al poder, en ser assignades a certes funcions en l'estat dels husseinites, càrrecs de funcionaris o de ministres que generalment són reservats als otomans o als mamelucs dels beys. A aquestes famílies se'ls atribueixen càrrecs regionals en lloc de nacionals degut a la seva ascendència a una regió en particular; formant una classe dominant que monopolitza les funcions de secretari de la cancelleria (en el cas de la família Lasram de Kairuan, seguits per les famílies dels Boukhris de Kairuan i dels Bouattour de Sfax a principis del segle xix) o formar veritables dinasties de caids (principalment els Djellouli des del seu bastió a Sfax, els Mrabet a Kairuan, o els Ben Ayed i Mokaddem a Gerba).
Finalment, durant el regnat d'Hammuda Paixà, un període de prosperitat i creixement, compren una dar (casa) al centre de la Médina i s'integren a la societat beldi amb aliances matrimonials. Dins d'aquesta categoria també apareixen diverses famílies tunisenques d'origen: els Sebaï, els Laadjimi, els Khayachi al segle xviii, els Belhadj i els Bellagha (Bizerta) i els Zarrouk (Béja) al segle xix. Van ser seguits pels Ben Cheikh (otomans), els Ben Turkiyya (M'Saken), els Ben Ammar i els Abdelwahhab (El Kef), personatges destacats del regnat d'Ahmad I ibn Mustafà.
La fi del segle xix marca l'aparició de famílies no-feudals en les que l'ascens i la integració amb l'elit tunisenca és més tardana, com els Baccouche (Beni Khiar), els Sfar (Mahdia) i els Zaouche (Algèria). Només a finals del segle xix es veu que les famílies d'antiga notabilitat tunisenca tenen accés a les funcions importants de l'Estat. De fet, fins aquell moment, preferien envoltar-se de gent que no té cap vinculació especial amb la població local, és a dir, amb els mamelucs o els otomans, però el final de la tracta d'esclaus blancs cap a 1850 i la gradual separació de l'Imperi Otomà, va accelerar aquest canvi.

### Els religiosos
Els religiosos pertanyents a aquesta segona categoria realitzen funcions d'ulema, de xeics (zàuiya), de muftís, de mudariss (professors), d'imams, etc. Gaudeixen del respecte i l'admiració, no només de la gent, sinó també del bey. Deriven el seu prestigi del seu estat de lletrats i d'erudits, mentre que la seva influència s'estén més enllà de les fronteres del país; constitueixen així el contrapoder més poderós contra el bey i la seva cort, i no dubten a utilitzar el seu poder quan ho consideren necessari, fomentant la política del govern dels beys.

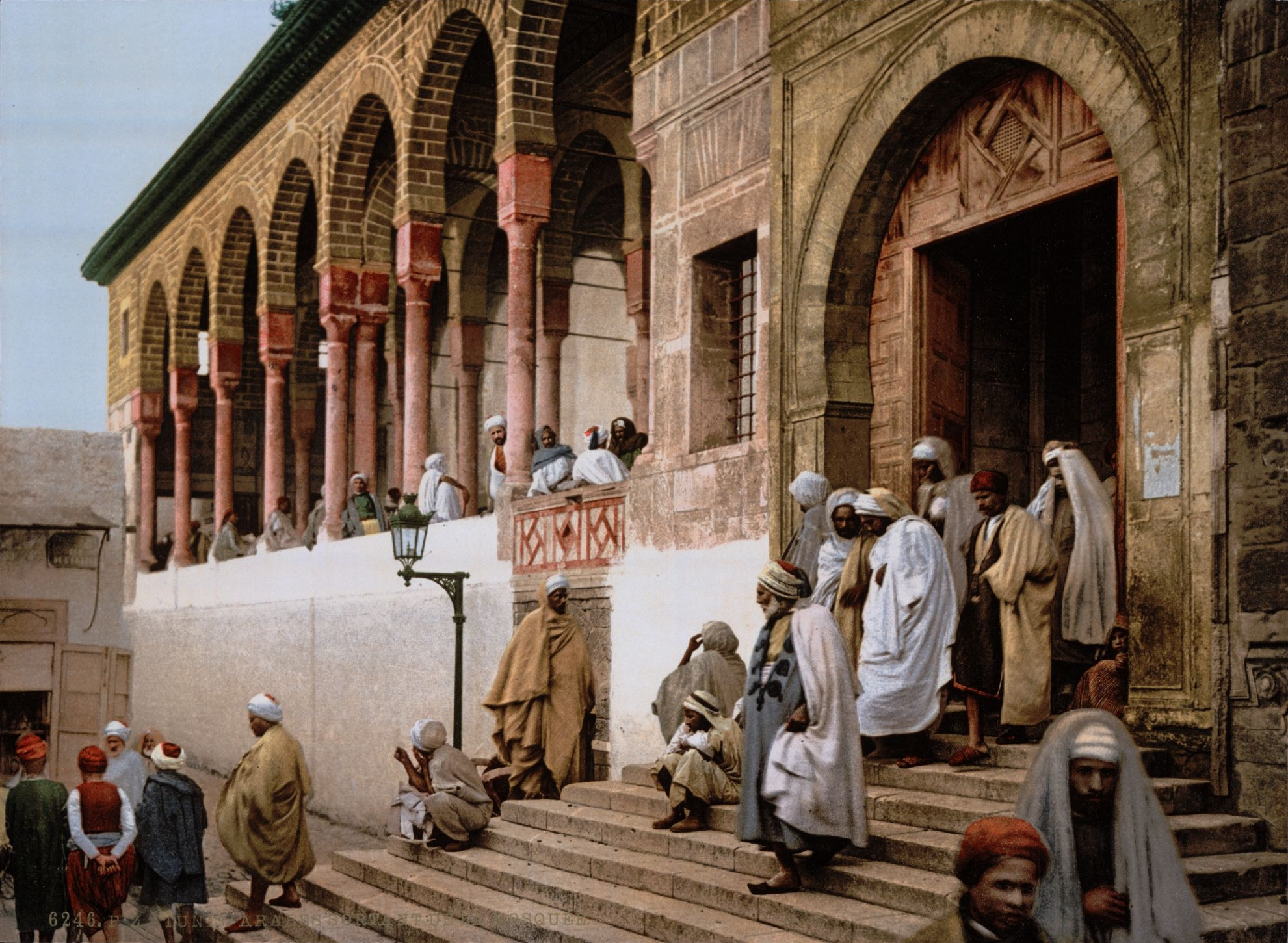
Entrada a la mesquita Zituna, 1899

Diverses dinasties religioses monopolitzen les prestigioses funcions religioses, com els malikites o els hanafites de Dar Bach Mufti, que, per la naturalesa otomana del règim dels beys, es converteixen en el primers clergues religiosos del país (Xeic El Islam), però també posicions d'imams en importants mesquites de Tunísia o càtedres d'ensenyament a Zituna que romanen en mans de determinades famílies durant diverses generacions (per exemple, la família Bayram pel càrrec del Xeic El Islam, els Bokri i els Cherif pel càrrec de gran imam de la mesquita Zituna, o els Baroudi pel càrrec d'imam de la mesquita del palau del Bardo).
Les famílies religioses reconegudes a la Médina es divideixen en diversos grups:
- d'origen cherifenc (principalment les famílies Cherif i Mohsen, que compten amb un gran nombre d'erudits, xeics, imams i terratinents);[7]
- d'origine marabutic o místic (les famílies Maherzi, Bahi, Riahi, Azzouz, Belhassen, Ben Zayed, Halfaoui i Ben Arous);[8]
- erudits i lletrats hanafites (les famílies Bayram, Baroudi, Belkhodja, Ben Mrad, Darghouth, Belkadhi, Ben Mahmoud i Abbes);[8]
- erudits i lletrats malikites (les familles Bokri, Ennaifer, Ben Achour, Djaït, Chahed, Rassaâ, Snoussi i Boukhris);[8]

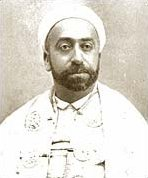
Retrat de Mohamed Tahar Ben Achour, eminent savi malikita

El ritu islàmic de l'erudit generalment es determina per l'origen de la seva família: un xeic hanafita procedeix d'una família d'origen otomà o llevantí, mentre que un xeic malikita prové d'una família d'origen àrab autòctona o al-andalusí. A més, una gran quantitat de famílies d'origen autòcton o d'origen modest refusen a la integració a aquesta categoria gràcies a la fama o prestigi d'un dels seus membres que ha aconseguit el càrrec més alt i dels seus descendents que s'han distingit en les ciències religioses.
Les funcions més destacades solen ser les del muftí, caid (jutge) i el de professor a la mesquita Zituna (mudarriss), però hi ha diverses posicions amb un prestigi semblant al d'imam d'una gran mesquita, com el d'administrador d'una zàuiya com la de Sidi Belhassen, Sidi Brahim Riahi o Sidi Mahrez.
Els càrrecs de la justícia i l'educació són, fins al final del segle xix, ocupats per funcionaris formats en les madrasses de la capital o a la mesquita de Zituna; pertanyen a aquesta categoria tots els caids, mestres, funcionaris dels ministeris o de la important administració dels habous, com la professió de notari (adl-chahed) unit a les funcions religioses, en particular la justícia, per la seva formació i la seva importància en la vida social de la Médina. Els notaris també poden entrar a la nova categoria socioprofessional i fer carrera en l'administració com a secretari de la cancelleria (katib) o auditor d'institucions fiscals o religioses. Aquest moviment inicia la progressiva inclinació de la societat beldi cap al funcionariat, especialment des de mitjans del segle xix i l'aparició del nou sistema administratiu de l'Estat dels Hussein accentuat pel protectorat francès.

### Els artesans, comerciants i terratinents
El nucli dur de la societat beldi, i la major part d'ells, està format per artesans o comerciants dels socs i terratinents. La definició del terme beldi també es refereix a la possessió d'un dar (casa), ja sigui a la Médina o als suburbis), una professió preferentment «noble» en una botiga dels socs de Tunis, un oliverar als voltants i una tourba (plaça) a un dels cementiris a les portes de la ciutat. Formen la base i la majoria dels beldi de la capital; estan contents de ser rutinaris, conservadors i gastar poc, fins i tot entre les famílies més riques. A més, el beldi no és propici per a l'activitat política o per l'administració superior, que la troba massa arriscada i va en contra de la seva independència.

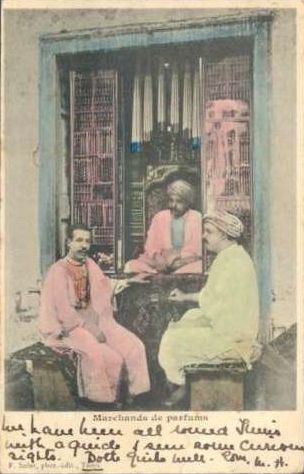
Una perfumeria del soc El Attarine

Els artesans (harif), els comerciants (tagir), els agricultors i els terratinents són la base econòmica de la Tunísia otomana. Algunes famílies, a través de les activitats de comerç i exportació (especialment de la indústria de la txètxia), assoleixen un alt nivell de riquesa i prestigi a la Médina, establint un estàndard beldi contra les famílies feudals de l'administració (especialment els Toumi, els Qsontini, els Laroussi i els Thabet al començament del segle xix). Un artesà beldi, que considera que és un honor fer el seu treball per guanyar-se la vida, li agrada qualificar-se de chaouachi (artesà de la txètxia), hrayri (artesà de la seda), aatar (perfumista i venedor d'altres luxes), sayghi (joieria i orfebreria), activitats considerades nobles en la jerarquia dels socs.
A aquests oficis s'afegeixen els gremis rics dels terziya (sastres-brodadors otomans), dels sarrajine (fabricants de selles de cuir), dels sakkajine (brodadors de cuir) i saraïriya (armers), que proporcionen la casta otomana i el cos militar abans de les reformes de l'exèrcit a mitjans del segle xix. Aquestes activitats queden obsoletes a finals del segle xix a causa de la seva pobra resistència a la competència dels productes europeus introduïts al mercat local en aquell moment. Altres oficis són molt gratificants, com els bransiya (modistes de jibbah i barnús moresc), els blaghgiya i els bchamkiya (sabates de moda àrab o otomana), els houkkajiya i els foutajiya (teixits de llana i altres teixits).

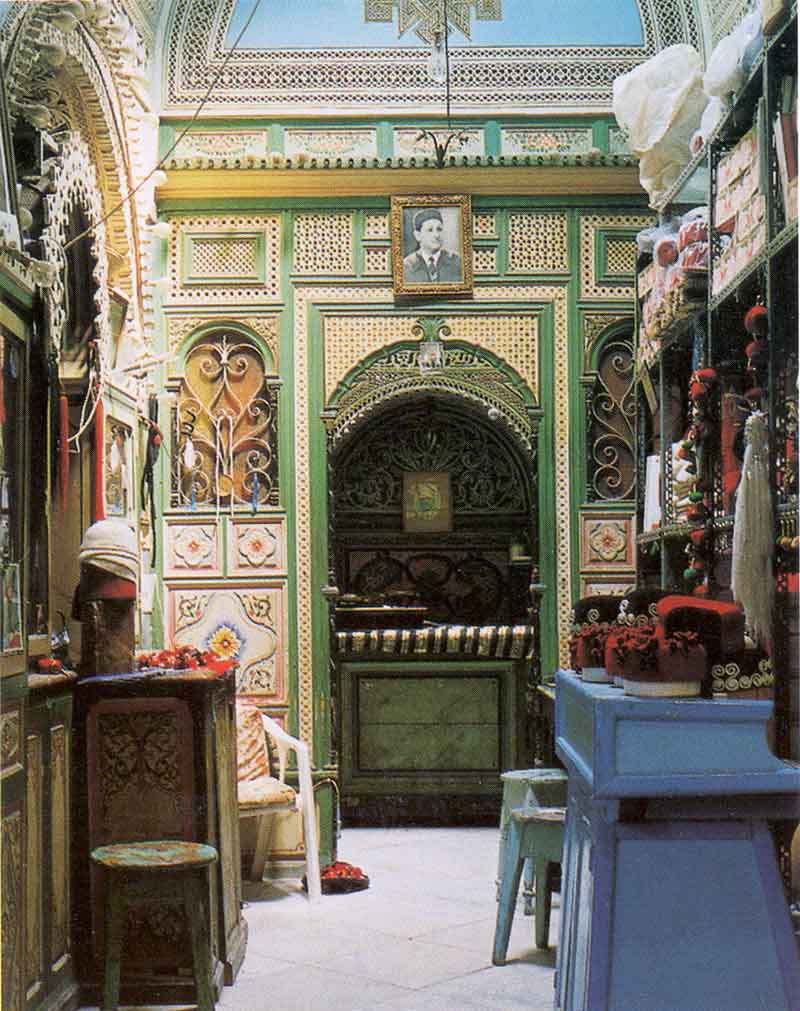
Interior d'una botiga d'un chaouachi

Els oficis s'agrupen als socs de Tunis en gremis, o agrupacions, dirigits pels caps del gremis (amines) que s'encarreguen de definir els criteris de qualitat o de resoldre les disputes. Algunes famílies gairebé monopolitzen aquesta funció, prova de la seva ascensió a la professió.
La transmissió dels coneixements artesanals es fa únicament de pare a fill: les famílies mantenen el comerç dels seus avantpassats, la qual cosa condueix a una especialització de comerços per origen geogràfic o per pertinença familiar. Les famílies de l'al-Àndalus estan més especialitzades en la fabricació de la txètxia (Lakhoua, Louzir, Ben Zakkour, Ben Hamida, Dallegi o Ferah), els perfumistes i teixidors són originaris de l'Orient àrab (Ben Abdallah, Chamakh, Ben Miled, Ben Lamine, Ennaifer o Mebazaâ). No obstant això, degut a les múltiples aliances matrimonials, aquesta especialització tendeix a desaparèixer cap al segle xix; posteriorment trobem diversos oficis representats en una família i una conversió d'unes altres famílies cap a oficis més rendibles, com la indústria de la txètxia.
Generalment, els guanys adquirits a través de les seves activitats permeten als artesans invertir en sòl i agricultura, i construir un patrimoni més sostenible que el comerç, com la fundació de habous. Els descendents de personalitats polítiques o religioses també prefereixen el manteniment de la seva terra a altres activitats (famílies Chelbi, Bahri, Mestiri o Annabi, per exemple), especialment cap al final del segle xix, que marca el col·lapse econòmic de Tunis i una crisi de la societat beldi en tot el seu conjunt.
Diverses famílies relacionades als artesans o que desenvolupen aquesta activitat, a més del seu comerç, poden veure als seus membres exercitar carreres més «erudites», com la de notari o professor (mudariss) principalment a la mesquita de Zituna i a la madrassa de la capital, que els permet fer una carrera com notables religiosos o administratius de la capital.

## Els funcionaris i diplomàtics
A la fi del segle xix, la crisi dels sectors urbans tradicionals provoca que gran part de la notabilitat tunisenca recorri a l'educació moderna del Col·legi Sadiki, i posteriorment a la d'institucions afiliades a la Direcció de l''Educació Pública establertes per les autoritats del Protectorat francès. L'excepció principal és que els familiars de dignataris religiosos encara estudien a la mesquita de Zituna. L'alta funció pública i els diplomes escolars i universitaris permeten a algunes famílies integrar-se al món beldi (Guellaty i Okbi). La principal excepció són les famílies dels líders religiosos que encara estudien a Zituna, ja sigui per l'èxit de dues generacions successives en aquest càrrec, o per l'èxit perllongat de la segona generació en un càrrec diferent al del fundador que ha tingut èxit en el makhzen (Zaouche i Baccouche) o en la religió (Bouhageb).

## Hàbitat i forma de vida
Totes les famílies beldi tenen una dar (residència) a la Médina o als dos suburbis (Bab Souika i Bab El Jazira).

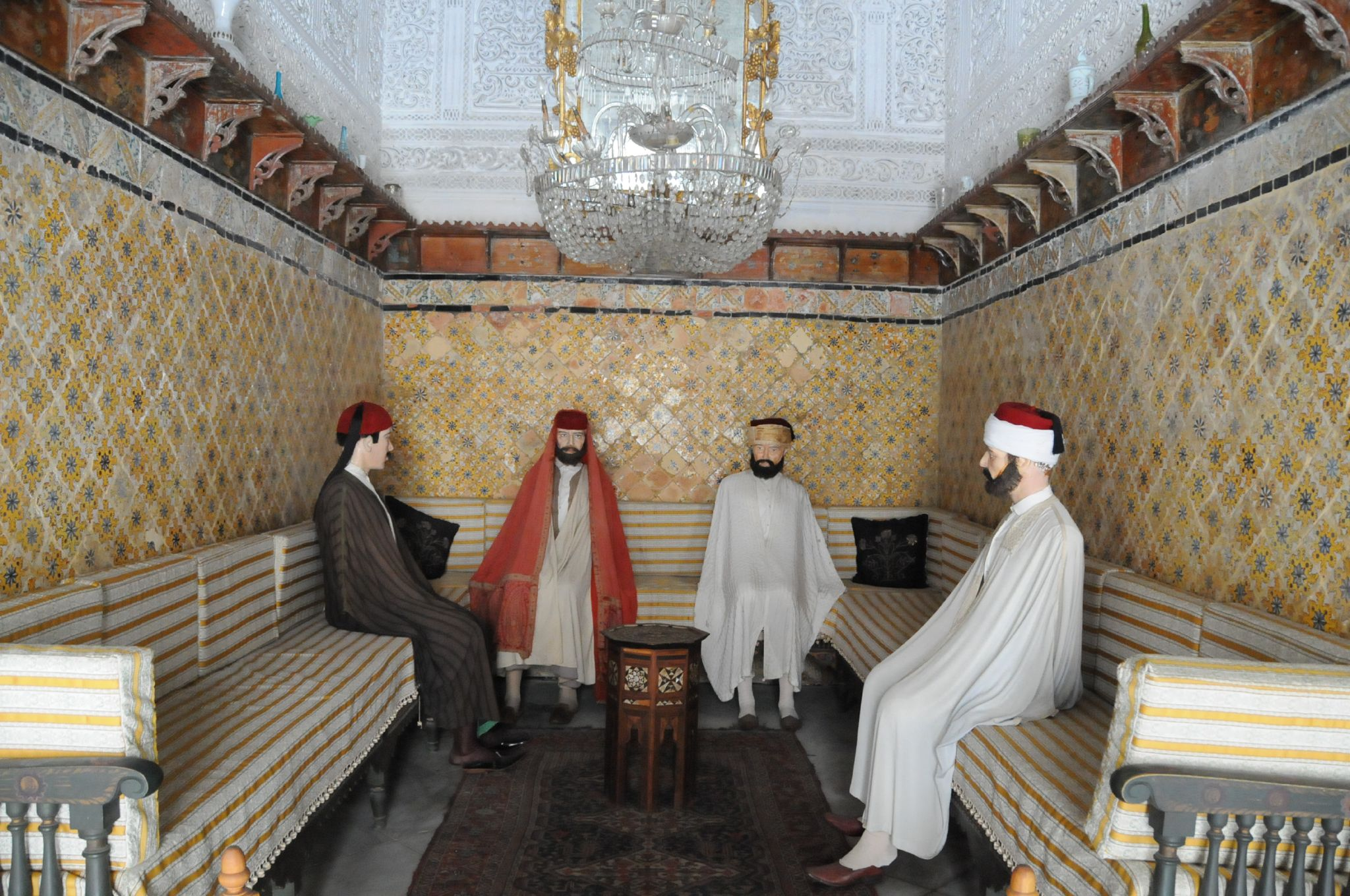
Interior masculí tunisenc (Dar Ben Abdallah)

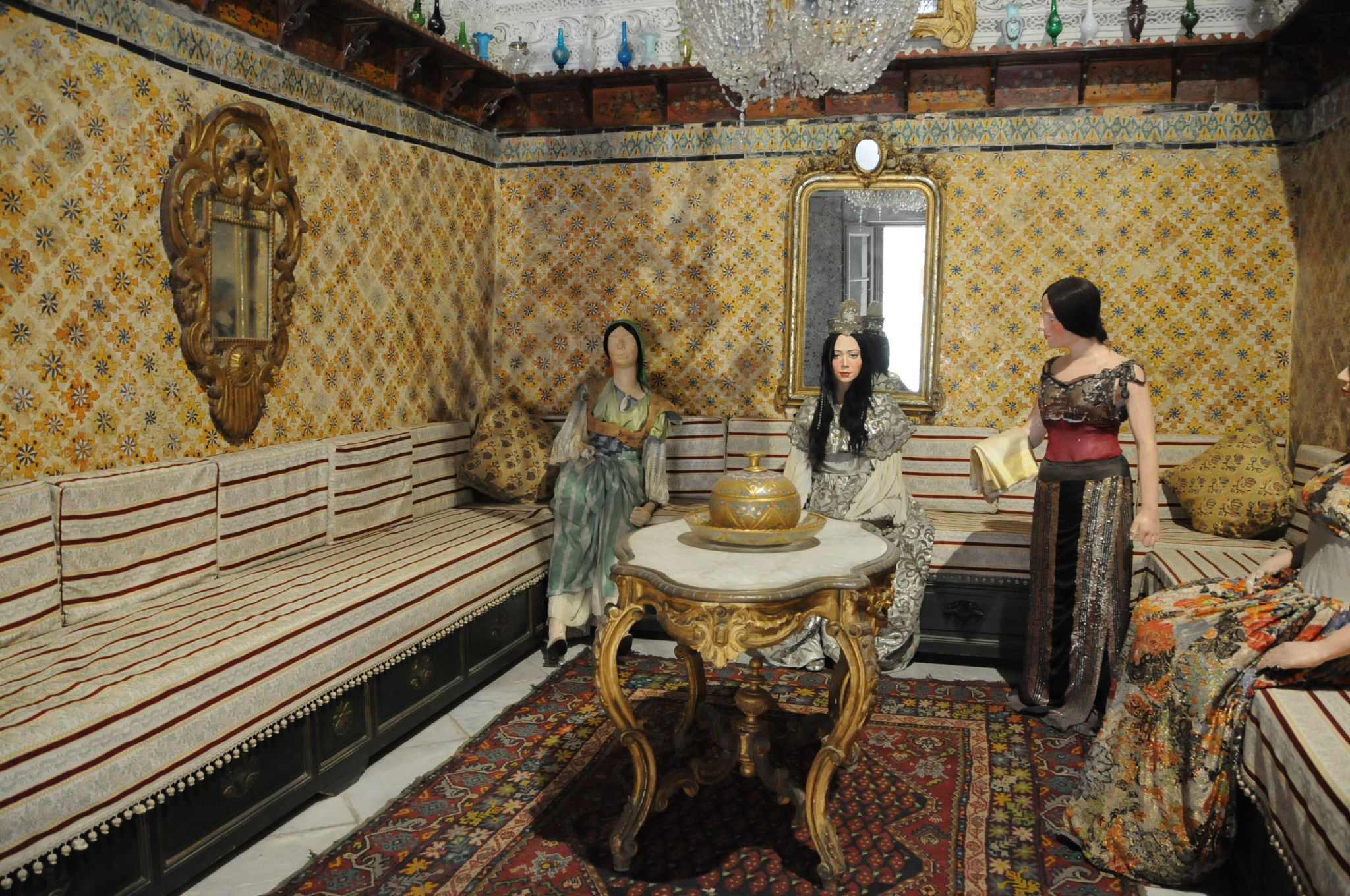
Interior femení tunisenc (Dar Ben Abdallah)

Viure a la Médina dona més prestigi a la família, però ràpidament, amb l'establiment de la pau al país cap al segle xviii, els suburbis originalment reservats per a les poblacions no autòctones veuen que les famílies notables importants es congreguen, fugint de la congestió i la insalubritat d'alguns barris del centre de la Médina. Els barris més coneguts són els situats a les parts altes, és a dir, a l'oest de la Médina, a prop de la kasba, tot i que hi ha grans grups familiars al districte de Tourbet El Bey, al carrer dels Jutges al costat de Bab Jedid, al barri de Bir Lahjar, prop del carrer Sidi Ben Arous o al voltant del carrer del Paixà.
Els membres del cos administratiu s'apropen al bey per l'adquisició de palaus i habitatges al voltant de Bardo i La Manouba.
Però al voltant del segle xix, la majoria de les famílies més riques ja tenen segones cases als suburbis del sud (Hammam Lif i Radès) i posteriorment al nord (La Marsa, Sidi Bou Saïd, Le Kram), on es refugien per escapar de la calor del ciutat durant l'estiu, però també a Ariana i La Manouba.